# Distretto di Sara Sara
Il distretto di Sara Sara è uno dei dieci distretti della provincia di Paucar del Sara Sara, in Perù. Si trova nella regione di Ayacucho e si estende su una superficie di 79,58 chilometri quadrati.

Istituito il 2 gennaio 1985, ha per capitale la città di Quilcata; nel censimento del 2005 contava 791 abitanti.